# 生物多様性基本法
生物多様性基本法（せいぶつたようせいきほんほう、平成20年6月6日法律第58号）は、日本の生物多様性政策に関する法律である。
2008年6月6日に公布された。

## 概要
- 環境基本法の下位法に位置付けられるとともに、生物多様性の保全および持続可能な利用に関する個別法に対しては、上位法としての役割をもつ基本法である。
- 与野党共同提案による議員立法であり、2008年（平成20年）5月に全会一致で可決・成立し、6月に公布・施行された。
- 関連する法律としては、すでに、絶滅のおそれのある野生動植物の種の保存に関する法律（平成4年、1992年制定）、鳥獣の保護及び狩猟の適正化に関する法律（平成14年、2002年制定）、特定外来生物による生態系等に係る被害の防止に関する法律（平成16年、2004年制定）などがある。しかし、鳥獣保護法は鳥獣の保護や狩猟に関する法律であり、種の保存法や特定外来生物法も、それぞれ絶滅が懸念される少数の生物の保護や、特に被害が大きいと認められている一部の外来生物のみを扱った法律であった。これに対して、生物多様性基本法は、基本法として、より包括的に、野生生物の種の保全や自然環境の保全を目的としている。
- 生物多様性について、生態系の多様性、種（種間）の多様性、種内の多様性の3つと定めている。（第2条）
- 生物多様性の保全と持続可能な利用について基本原則を定め、国、地方公共団体、事業者、国民および民間の団体の責務を規定する。（第3条 - 7条）
- 生物多様性戦略の策定について定める。（国による「生物多様性国家戦略」策定の義務付け、および地方公共団体による生物多様性地域戦略策定の努力義務を規定。）（第11条 - 13条）
- 国および地方公共団体の施策について定める。（第14条 - 27条）
  - 第25条においては、生物多様性の保全の観点から、従来の環境アセスメントよりも早期の事業計画の立案段階からの戦略的環境アセスメント（SEA）の実施について、国による措置を求めている。

## 構成
- 前文
- 第1章 総則（第1条－第10条）
- 第2章 生物多様性戦略（第11条－第13条）
- 第3章 基本的施策
  - 第1節 国の施策（第14条－第26条）
  - 第2節 地方公共団体の施策（第27条）
- 附則

## 前文
制定の趣旨などを述べる前文には、以下の内容が記載されている。
- 今日、地球上には、多様な生物が存在するとともに、多様な生態系が形成されている。
- 生物の多様性は人類の存続の基盤となっており、地域における固有の財産として地域独自の文化の多様性をも支えている一方、深刻な危機に直面している。近年急速に進みつつある地球温暖化等の気候変動も、多くの生物種の絶滅を含む重大な影響を与えるおそれがあり大きな課題となっている。
- 我が国の経済社会が、国際的に密接な相互依存関係の中で営まれていることにかんがみれば、生物の多様性を確保するために、我が国が国際社会において先導的な役割を担うことが重要である。
- 我らは、人類共通の財産である生物の多様性を確保し、そのもたらす恵沢を将来にわたり享受できるよう、次の世代に引き継いでいく責務を有する。
- 本法律は、生物の多様性の保全及び持続可能な利用についての基本原則を明らかにし方向性を示すこと、関連する施策を総合的かつ計画的に推進するために制定される。

## 基本原則
第3条の規定は、生物多様性の保全に係る基本原則である。

## 所轄官庁
- 環境省